# Synodus kaianus
Espèce
Statut de conservation UICN

 LC 02 mars 2015 : Préoccupation mineure
Synonymes
- Saurus kaianus Günther, 1880

Synodus kaianus est une espèce de poissons de la famille des Synodontidae.

## Systématique
L'espèce Synodus kaianus a été décrite pour la première fois en 1880 par Albert Günther (1830-1914),.

### Synonymie
Selon FishBase (26 mars 2023) :
- Saurus kaianus Günther, 1880

## Distribution
Cette espèce se croise au large des côtes des océans indien et pacifique, notamment au large de l'Indonésie, à des profondeurs variant de 48 à 326 m.

## Description
Synodus kaianus peut mesurer jusqu'à 30 cm , et dont l'holotype mesure 14 cm.
Sa mâchoire supérieure est plus longue que sa mâchoire inférieure, les deux étant équipées de petites dents.
Synodus kaianus a le dos sombre et le ventre argenté, couvert de bandes verticales sombres alternant entre étroites et larges.

## Étymologie
Son épithète spécifique, kaianus, fait référence aux îles Kei (parfois orthographiées Kai) où le premier spécimen a été prélevé.

## Publication originale
- Albert Günther, Report on the shore fishes procured during the voyage of H.M.S. Challenger in the Years 1873-1876. By Albert Günhter, M.A., M.D., Ph.D., F.R.S., Keeper of the Departement of Zoology in the British Museum (publication scientifique).